# Крібіч
Крібіч (нім. Kriebitzsch) — громада в Німеччині, розташована в землі Тюрингія. Входить до складу району Альтенбургер-Ланд. Складова частина об'єднання громад Розіц.
Площа — 13,30 км2. Населення становить 1017 ос. (станом на 31 грудня 2021).